# Francisco de Holanda
Francisco de Holanda (à l'origine, Francisco d'Olanda ; et, avant la réforme orthographique de 1911, Francisco de Hollanda ou Francisco d'Ollanda), né en 1517 à Lisbonne et mort en 1585 dans la même ville, est un peintre, un essayiste, un architecte et un humaniste portugais qui est considéré comme une des figures les plus importantes de la Renaissance portugaise, et sa contribution à la théorie de l'art comme une des sources de histoire de l'art de son temps.
Holanda est le neveu par sa mère du pape Adrien VI et un oncle éloigné de Manuel Deodoro da Fonseca, de l'écrivain Sérgio Buarque de Holanda et de Chico Buarque (Francisco Buarque de Hollanda de son vrai nom).

## Biographie
Francisco de Holanda commença sa carrière comme enlumineur, suivant les pas de son père, António d'Holanda, illumineur du roi. Il étudia en Italie entre 1538 et 1547, années durant lesquelles il fréquenta le cercle de Vittoria Colonna, une des personnalités de la Renaissance italienne qui lui permit de rencontrer les grands artistes de cette période comme le Parmesan ou Giambologna mais surtout Michel-Ange qui lui fit découvrir le goût  classique. En 1549, il écrit ce qui est considéré comme le premier traité sur la peinture de portrait en Europe : Do tirar polo natural.

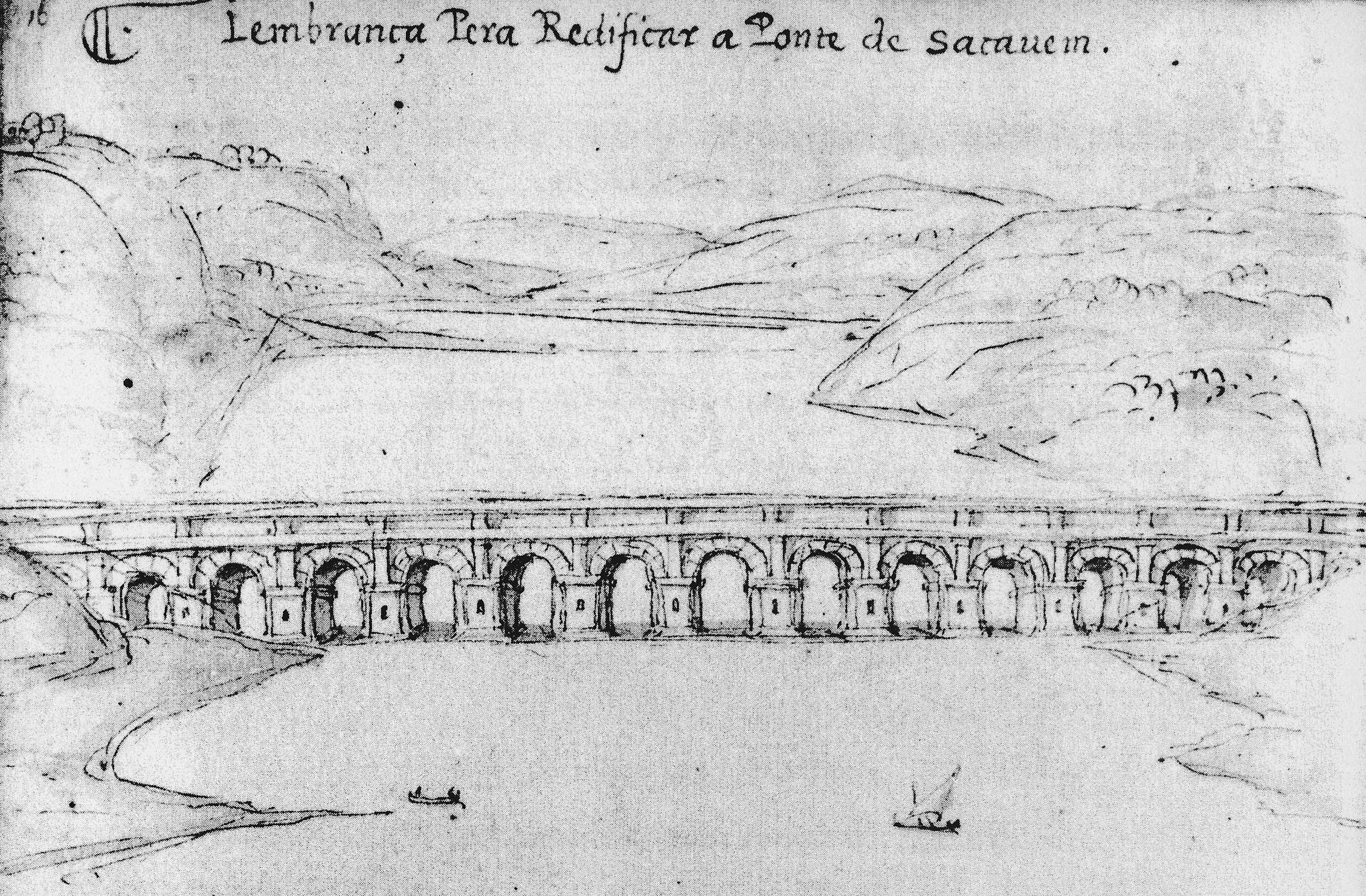
Croquis du pont de Sacavém par Francisco de Holanda tiré de son livre De fábrica.

De retour au Portugal il obtint des diverses commandes de l'archevêque d'Évora et des rois portugais Jean III (1521-1557) et Sébastien Ier (1568-1578).
Les valeurs esthétiques de le Renaissance fortement défendues par Francisco de Holanda, particulièrement celles de Vitruve et de Pline, en font un acteur important du néoplatonisme (Deswarte-Rosa, 1991, p. 23). Il considérait que l'objectif principal des artistes est de stimuler leur propre originalité, de s'inspirer de la nature (le pur miroir du Créateur) et des grands anciens – les maîtres immortels de la grandeur, de la symétrie, de la perfection et des convenances. Ces notions furent l'objet de son traité en deux parties sur la nature de l'art, Da Pintura Antiga (De la peinture antique) rédigé vers 1548, surtout dans la seconde partie contenant quatre dialogues, certainement fictifs, entre Michel-Ange et la marquise Vittoria Colonna, puis avec Francisco de Holanda lui-même. Sa passion pour le goût classique est mise en avant lorsqu'il évoque l'œuvre de Michel-Ange et les mouvements artistique romain de son époque.
Il réalisa aussi une série de croquis regroupés dans l'album Croquis des Antiquités [d'Italie] (Antigualhas) (1539-1540), témoignage de l'héritage archéologique de Rome et de l'art italien de la première moitié du XVIe siècle.
Francisco de Holanda fut l'architecte de la façade de l'église Nossa Senhora da Graça à Évora. Il a aussi peint de nombreux portraits, mais tous n'ont pas survécu jusqu'à maintenant. Il fut le premier à étudier l'urbanisation dans la péninsule ibérique (sur les fortifications de la ville de Lisbonne, Da fábrica que falece à cidade de Lisboa en 1579), et a réalisé un recueil de miniatures, De aetatibus mundi imagines.
Lié à Sintra par son amitié avec D.João de Castro, vice-roi de l’Inde, la conception originale de l'église circulaire de São Mamede à Janas (paroisse de Colares), lui est attribuée.

## Écrits

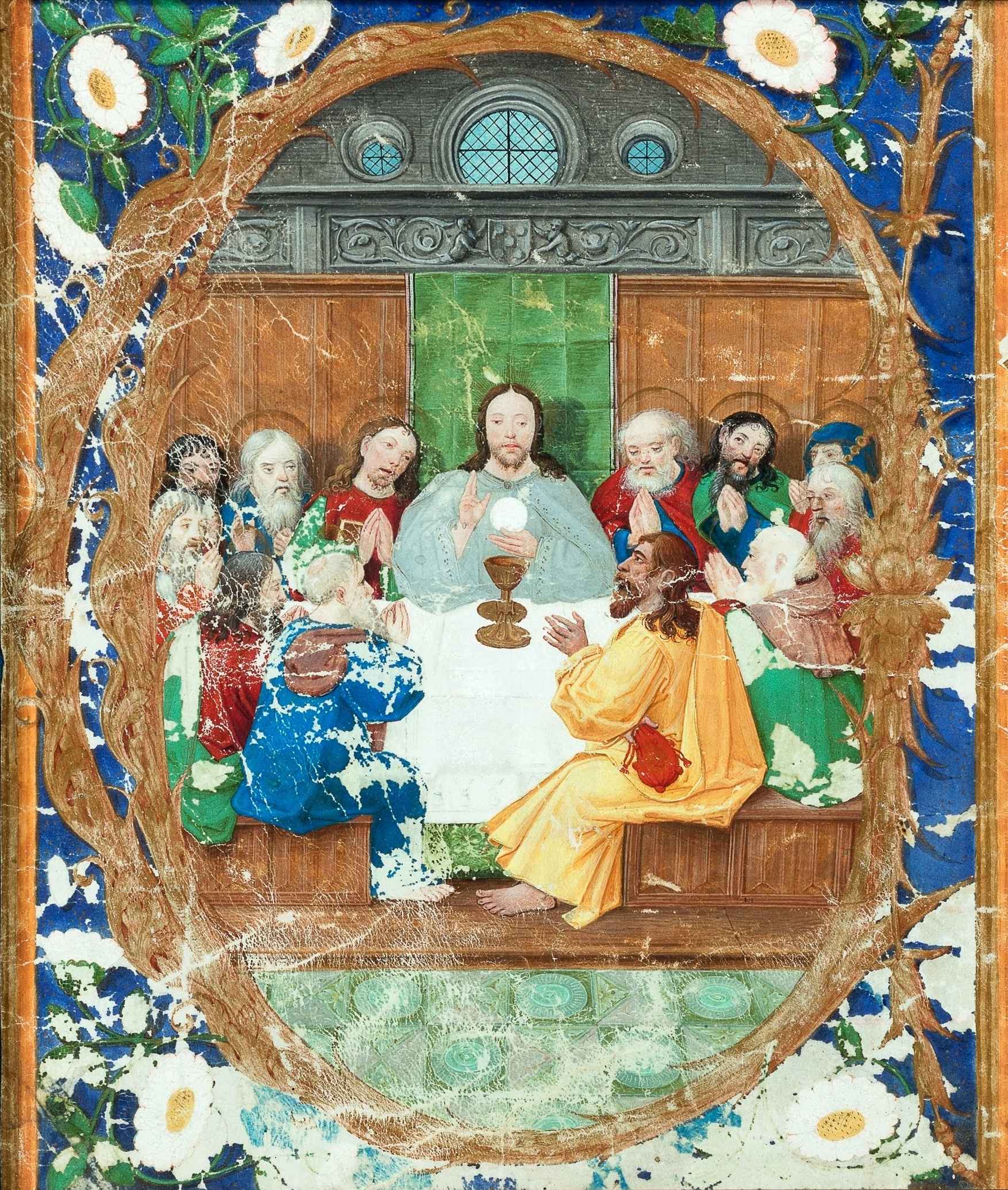
A Ceia do Senhor, miniature (Museu Nacional de Belas Artes, Brésil).

Francisco de Holanda fut l'auteur de :
- De aetatibus mundi imagines (As imagens das idades do mundo) (1543-1573)
- (pt) Da pintura antiga[8] (1548)
  - Part II: Diálogos de Roma[9]
- Do tirar polo natural (1549)
- De quanto serve a ciência do desenho e entendimento da arte da pintura, na república christâ assim na paz como na guerra (1571).
- Da fábrica que falece à cidade de Lisboa (1571-1579)

## Citations
- « Et, finalement, la peinture, c'est faire et créer de rien, sur un panneau propre et lisse ou sur un papier aveugle et vulgaire, créer et faire de rien des œuvres divines ou naturelles... » (Da pintura antigua, I, 2, éd. González García, p. 27-28 ; trad. par Deswarte-Rosa[10], 1991, p. 24).« E é, finalmente a pintura fazer e criar de novo numa tavoa limpa e lisa, ou num papel cego e inobre ; criar e fazer de novo quaesquer obras divinas ou naturaes ».